# Centerville (Nueva York)
Centerville es un pueblo ubicado en el condado de Allegany en el estado estadounidense de Nueva York. En el año 2000 tenía una población de 762 habitantes y una densidad poblacional de 8.3 personas por km².

## Geografía
Centerville se encuentra ubicado en las coordenadas 42°28′51″N 78°14′35″O / 42.48083, -78.24306.

## Demografía
Según la Oficina del Censo en 2000 los ingresos medios por hogar en la localidad eran de $28,487, y los ingresos medios por familia eran $31,058. Los hombres tenían unos ingresos medios de $25,208 frente a los $20,750 para las mujeres. La renta per cápita para la localidad era de $11,674. Alrededor del 32.8% de la población estaban por debajo del umbral de pobreza.